# 87-я пехотная дивизия (США)
87-я пехотная дивизия (англ. 87th Infantry Division) — подразделение Армии США времён Второй мировой войны. Прозвище «Дивизия Золотой Жёлудь» (Golden Acorn Division). Девиз: «Стойкая и сильная» (Stalwart and Strong).

## Первая мировая война
Сформирована 25 августа 1917 года из частей Национальной гвардии штатов Арканзас, Луизиана и Миссисипи. Переброшена во Францию в сентябре 1918 года, в боевых действиях участие не принимала. Расформирована в январе 1919 года в Кемп-Пайк, Арканзас.

## Вторая мировая война
Вновь сформирована 15 декабря 1942 года в Кемп-Маккейн, Миссисипи.
Состав: 345, 346, 347-й пехотные полки; 335-й (сред.), 334, 336, 912-й (лег.) полевые артиллерийские батальоны.
Кампании : Северо-Западная Европа (декабрь 1944 — май 1945 гг.; 3-я армии). Дивизия принимала участие в отражении немецкого контрнаступления в Арденнах (Битве за Выступ), боях в Эльзасе и Германии. Расформирована 20 сентября 1945 года в Форт-Беннинг, Джорджия.

## Командование
- генерал-майор Перси В. Кларксон (декабрь 1942 — октябрь 1943 гг.)
- генерал-майор Юджин М. Лендрам (октябрь 1943 — апрель 1944 гг.)
- генерал-майор Френк Л. Калин (апрель 1944 — сентябрь 1945 гг.)